# Насевич, Сергей Валентинович
Сергей Валентинович Насевич (род. 19 октября 1963) — советский и российский борец, тренер и преподаватель по греко-римской борьбе. Бронзовый призёр чемпионата мира 1987 года. Чемпион Европы 1987 года. Серебряный призёр чемпионата Европы 1990 года. Бронзовый призёр чемпионата Европы 1994 года. Трёхкратный обладатель Кубка мира (1988, 1989, 1993). Чемпион России 1994 года. Многократный призёр чемпионатов СССР. Заслуженный мастер спорта СССР.

## Биография
Сергей Валентинович Насевич родился 19 октября 1963 года. Начал заниматься борьбой во время учёбы в школе.
Тренировался под руководством Сергея Булакова, Анатолия Петровича Стрельникова и Эдуарда Алексеевича Коваленко. Выступал за спортивное общество «Спартак» и СКА. С 1986 по 1994 год входил в состав сборных команд СССР и России. Завершил спортивную карьеру в 1995 году.
В 2006 году окончил Кубанский государственный университет физической культуры спорта и туризма по специальности «физическая культура и спорт».
Тренер высшей категории спортивной школы олимпийского резерва № 19 им. Б. Кабаргина и сборной команды Южного федерального округа по греко-римской борьбе.
Доцент кафедры спортивных дисциплин Южного федерального университета.
Судья международной и всероссийской категории (2018).

## Международные
| Год  | Соревнования     | Место проведения        | Категория | Место |
| ---- | ---------------- | ----------------------- | --------- | ----- |
|      |                  |                         |           |       |
| 1987 | Чемпионат Европы | Тампере, Финляндия      | до 82 кг  | 1     |
| 1987 | Чемпионат мира   | Клермон-Ферран, Франция | до 82 кг  | 3     |
| 1988 | Кубок мира       | Афины, Греция           | до 82 кг  | 1     |
| 1989 | Кубок мира       | Фредрикстад, Норвегия   | до 82 кг  | 1     |
| 1990 | Чемпионат Европы | Познань, Польша         | до 82 кг  | 2     |
| 1993 | Кубок мира       | Хейнола, Финляндия      | до 82 кг  | 1     |
| 1994 | Чемпионат Европы | Афины, Греция           | до 82 кг  | 3     |
| 1994 | Чемпионат мира   | Тампере, Финляндия      | до 82 кг  | 7     |

## Национальные
| Год  | Соревнования             | Место проведения | Категория | Место |
| ---- | ------------------------ | ---------------- | --------- | ----- |
| 1986 | Чемпионат СССР           | Ростов-на-Дону   | до 82 кг  | 2     |
| 1986 | Спартакиада народов СССР | Минск            | до 82 кг  | 3     |
| 1987 | Чемпионат СССР           | Омск             | до 82 кг  | 3     |
| 1988 | Чемпионат СССР           | Тбилиси          | до 82 кг  | 2     |
| 1989 | Чемпионат СССР           | Минск            | до 82 кг  | 3     |
| 1990 | Чемпионат СССР           | Кишинёв          | до 82 кг  | 2     |
| 1994 | Чемпионат России         | Новосибирск      | до 90 кг  | 1     |

## Публикации
- Насевич С. В., Балдашинов И. Т. Спортивная подготовка борцов высокого класса. — Элиста: Издательство Калмыцкого университета, 2011. — 113 с., ISBN 978-5-91458-096-1
- Балдашинов И. Т., Андреев И. С., Насевич С. В., Калдариков Э. Н. Учебная деятельность и основы базовой физической подготовки в спортивной борьбе. — Элиста: Издательство Калмыцкого университета, 2016. — 186 с., ISBN 978-591458-196-8